# Sang Darreh
Sang Darreh (persiska: سنگ دره) är en ort i Iran.   Den ligger i provinsen Mazandaran, i den norra delen av landet, 240 km öster om huvudstaden Teheran. Sang Darreh ligger 1 569 meter över havet och antalet invånare är 116.
Terrängen runt Sang Darreh är kuperad. Runt Sang Darreh är det ganska tätbefolkat, med 75 invånare per kvadratkilometer. Närmaste större samhälle är Bīsheh Band, 4,5 km nordväst om Sang Darreh. Trakten runt Sang Darreh består i huvudsak av gräsmarker.